# Axel Rudenschöld
Axel Rudenschöld, född 9 augusti 1829 på Läckö slott i Otterstads socken, Skaraborgs län, död 8 december 1916 i Skövde, var en svensk greve och militär.

## Biografi
Axel Rudenschöld var son till kapten Carl Rudenschöld och Charlotte Adlercreutz samt svåger till Gunnar Wennerberg. Han blev furir vid Västgöta regemente 1847, avlade studentexamen samma år, officersexamen i april 1848, men tog kort därefter avsked från regementet. I november återinträdde Rudenschöld som underlöjtnant vid Västgöta-Dals regemente. Han blev löjtnant 1850, kapten 1863, tredje major 1869 samt överstelöjtnant och premiärmajor 1878. Rudenschöld erhöll 1882 transport till Bohusläns regemente, blev samtidigt överste i armén och var 1885–1890 överste och chef för Bohusläns regemente. Han var arrendator av Läckö kungsgård. Rudenschöld blev 1870 riddare och 1889 kommendör av första klass av Svärdsorden samt kommendör av andra graden av Dannebrogorden 1888.